# Колчестер (Илиноис)
Колчестер (енгл. Colchester) град је у америчкој савезној држави Илиноис. По попису становништва из 2010. у њему је живело 1.401 становника.

## Демографија
Према попису становништва из 2010. у граду је живело 1.401 становника, што је 92 (6,2%) становника мање него 2000. године.
| Група             | 2000.         | 2010.         |
| Белци             | 1.478 (99,0%) | 1.376 (98,2%) |
| Афроамериканци    | 0 (0,0%)      | 1 (0,1%)      |
| Азијати           | 1 (0,1%)      | 2 (0,1%)      |
| Хиспаноамериканци | 9 (0,6%)      | 15 (1,1%)     |
| Укупно            | 1.493         | 1.401         |